# Karl Heinz Bühler
Karlheinz Bühler (7 de agosto de 1912 - 6 de julho de 1984) foi um oficial alemão que serviu durante a Segunda Guerra Mundial. Foi condecorado com a Cruz de Cavaleiro da Cruz de Ferro.

## Carreira

### Patentes
SS-Obersturmbannführer

### Condecorações
| Cruz de Ferro 2ª Classe                              |
| Cruz de Ferro 1ª Classe                              |
| Cruz de Cavaleiro da Cruz de Ferro 6 de maio de 1945 |